# Капоротондо (Матера)
Капоротондо (итал. Caporotondo) је насеље у Италији у округу Матера, региону Базиликата.
Према процени из 2011. у насељу је живело 22 становника. Насеље се налази на надморској висини од 186 м.